# Joaquín Hermes Robledo Romero
Joaquín Hermes Robledo Romero (* 26. September 1950 in Asunción, Paraguay) ist ein römisch-katholischer Geistlicher und Bischof von San Lorenzo.

## Leben
Joaquín Hermes Robledo Romero empfing am 25. Dezember 1975 das Sakrament der Priesterweihe für das Erzbistum Asunción. Am 18. Mai 2000 wurde Joaquín Hermes Robledo Romero in den Klerus des Bistums San Lorenzo inkardiniert.
Am 1. Juli 2009 ernannte ihn Papst Benedikt XVI. zum Koadjutorbischof von Carapeguá. Der Erzbischof von Asunción, Eustaquio Pastor Cuquejo Verga CSsR, spendete ihm am 30. August desselben Jahres die Bischofsweihe; Mitkonsekratoren waren der Bischof von Carapeguá, Celso Yegros Estigarribia, und der Bischof von San Pedro, Adalberto Martínez Flores. Am 10. Juli 2010 wurde Joaquín Hermes Robledo Romero in Nachfolge von Celso Yegros Estigarribia, der aus Altersgründen zurücktrat, Bischof von Carapeguá.
Papst Franziskus ernannte ihn am 4. Juli 2015 zum Bischof von San Lorenzo. Die Amtseinführung fand am 13. September desselben Jahres statt.